# Bout de Zan chanteur ambulant
Pour plus de détails, voir Fiche technique et Distribution.
Bout de Zan chanteur ambulant est un film muet français réalisé par Louis Feuillade et sorti en 1913.

## Fiche technique
- Titre : Bout de Zan chanteur ambulant
- Réalisation : Louis Feuillade
- Scénario : Louis Feuillade
- Société de production : Société des Établissements L. Gaumont
- Pays d'origine :  France
- Langue : intertitres en français
- Format : Muet - Noir et blanc - 35 mm - 1,33:1
- Genre : Comédie
- Durée : 8 minutes 30 secondes
- Dates de sortie : 
  - France : avril 1913

## Distribution
- René Poyen : Bout de Zan
- Marthe Vinot